# Wolfpassing
Wolfpassing är en ort och kommun  i Österrike. Den ligger i distriktet Scheibbs i förbundslandet Niederösterreich, 100 km väster om huvudstaden Wien.
Kommunen består av 16 orter (Ortschaften) (inom parentes invånarantal 1 januari 2024):

- Buch (43)
- Dörfl (15)
- Etzerstetten (131)
- Figelsberg (21)
- Fischerberg (35)
- Hofa (23)
- Keppelberg (20)
- Klein-Erlauf (88)
- Krottenthal (49)
- Linden (12)
- Loising (78)
- Stetten (108)
- Thorwarting (43)
- Thurhofglasen (25)
- Wolfpassing (609)
- Zarnsdorf (456)